# Clarence M. Kelley

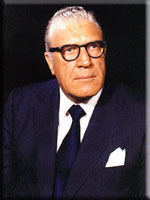
Clarence M. Kelley

Clarence Marion Kelley (* 24. Oktober 1911 in Kansas City, Missouri; † 5. August 1997 ebenda) war ein US-amerikanischer Regierungsbeamter und Direktor des Federal Bureau of Investigation (FBI).

## Biografie
Kelley wurde unmittelbar nach Abschluss des College 1940 Mitarbeiter des FBI. 1961 schied er zunächst aus dessen Diensten aus, nachdem er zum Polizeichef seiner Geburtsstadt Kansas City berufen wurde.
1973 wurde er von US-Präsident Richard Nixon als Nachfolger von William Ruckelshaus zum Direktor des FBI ernannt. Dabei übernahm er die Leitung einer Behörde, die einerseits tief getroffen war durch die Watergate-Affäre und sich andererseits in einem organisatorischen Wechsel nach dem Tode des langjährigen Direktors J. Edgar Hoover ein Jahr zuvor befand. 1976 kam es zu einem kleinen Skandal als bekannt wurde, dass er von leitenden FBI-Mitarbeitern Fenstervorhänge sowie einen kleinen Büroschrank aus den Beständen des FBI für sein Privathaus annahm. Präsident Gerald Ford lehnte eine Entlassung Kelleys trotz dieser Vorwürfe ab. Allerdings ist anzunehmen, dass diese Vorwürfe auch mit zur gescheiterten Wiederwahl von Präsident Ford führten. Während seiner Amtszeit als FBI-Direktor leitete Kelley andererseits eine technische Modernisierung zur Verbrechensbekämpfung ein und richtete einen Untersuchungsschwerpunkt der Behörde auf White Collar Crime (Wirtschaftskriminalität) sowie das Organisierte Verbrechen.
1978 wurde er als Direktor des FBI von William H. Webster abgelöst.